# 阿斯卡赛河
阿斯卡赛河（俄语：Аскасай Река）是萨哈林州诺格利基区的河流，源起分水岭，经落叶林，流经同名山，中游以沼泽地为主，在奥坦山经由山谷出山，全长95公里，流域面积535平方公里，在瓦尔村南注入柴沃湾。最宽29米，最深处3米。霍耶斯卡河、马列维河和南河注入。

## 引用
1. ↑  . 国家水登记处.   [2024-08-22]. （原始内容存档于2024-08-22） （俄语）.
2. ↑  М·Г·瓦西科夫斯基. . 列宁格勒: 气象出版社. 1973 （俄语）.